# Arthur Cecil Alport
Arthur Cecil Alport (auch Cecil Arthur Alport oder Arthur C. Alport; * 25. Januar 1880 in Beaufort West, Karoo, Provinz Westkap; † 17. April 1959 in London) war ein südafrikanischer Mediziner.

## Leben
Nach dem Studium der Medizin an der Universität Edinburgh kehrte Alport 1905 nach Südafrika zurück, um in Johannesburg zu praktizieren, wo ihm auch eine kleine (jedoch unproduktive) Goldmine gehörte.
Während des Ersten Weltkrieges diente Alport beim Royal Army Medical Corps (RAMC) in Südwestafrika, Mazedonien und Salonika. Anschließend arbeitete er als Spezialist für Tropenmedizin in London beim Wohlfahrtsministerium (MPNI) und am Royal Herbert Hospital Woolwich, ab 1922 für vierzehn Jahre als stellvertretender Direktor unter Samuel Langmead in der neu gegründeten Abteilung des St Mary’s Hospital in Paddington.
Auf Anraten Sir Alexander Flemings folgte Alport 1937 einem Ruf als Professor für Klinische Medizin an das King Fuad I Hospital der Universität Kairo. Dort kämpfte er gegen die damals herrschenden Bedingungen, die von Korruption und schlechter Behandlung den ärmeren Patienten gegenüber geprägt waren. Die Missstände waren Grund für sein baldiges Wiederaufgeben dieses Postens und Grundlage seines Buches „One Hour of Justice: The Black Book of the Egyptian Hospitals“, das er zunächst auf eigene Kosten veröffentlichen ließ und das letztlich zum gewünschten Erfolg führte – einer Reform des ägyptischen Gesundheitswesens.
1947 legte er, der seiner Meinung nach von seinen britischen Kollegen im Stich gelassen worden war, seine Mitgliedschaft im Royal College of Physicians nieder. Alport starb im Alter von 79 Jahren an seiner alten Wirkungsstätte in London.
Nach Alport ist das Alport-Syndrom benannt, eine Erbkrankheit mit fehlgebildetem Kollagenfasern.
Aus seiner 1907 geschlossenen Ehe mit Janet McCall († 1976) hatte er zwei Söhne, Arthur Cuthbert Alport († jung) und Cuthbert Alport, Baron Alport (1912–1998).

## Werke
- Malaria and Its Treatment. 1919 – Erfahrungen mit der Chinininjektion zur Behandlung der Malaria um 1915
- One Hour of Justice. The Black Book of the Egyptian Hospitals. – Beschreibung des maroden ägyptischen Gesundheitssystems

## Nachrufe
- British Medical Journal, London 1959, 1: 1191.
- Lancet, London, 1959, I: 947.